# Autoplusia illustrata
Autoplusia illustrata är en fjärilsart som beskrevs av Achille Guenée 1852. Autoplusia illustrata ingår i släktet Autoplusia och familjen nattflyn. Inga underarter finns listade i Catalogue of Life.